# Greco nero
Il Greco nero è un vitigno italiano a bacca nera coltivato nelle regioni meridionali italiane di Calabria, Campania, Sicilia e Sardegna.
La varietà a maturazione tardiva produce vini rossi armoniosi rosso rubino, che raramente vengono offerti come mono-vitigno. Alla fine degli anni '90, 3.220 ettari di viti Greco nero furono piantati in Italia meridionale. Inoltre, anche l'Argentina ha 770 ettari di vigneti con questa varietà.
In Calabria, il Greco nero (miscelato con il Gaglioppo) viene utilizzato per produrre i vini DOC Bivongi, Donnici e Verbicaro.
Le mutazioni Greco Nero di Calabria, Greco Nero di Cosenza e Greco Nero di Teramo sono vitigni correlati. C'è anche una variante bianca, chiamata Greco bianco o semplicemente Greco.

## Sinonimi
Il vitigno Greco nero è noto anche con i sinonimi Grecau Noir de Riposto, Greco Niuru, Gregu Niddu, Gregu Nieddu, Maglioccone, Sambiase e Sambiase eufemia lametia.
Anche i sinonimi Aleatico, Greco Nero Calabrese, Greco Nero della Toscana, Greco Nero delle Marche, Greco Nero di Avellino, Marsigliana e Verdicchio Nero sono a volte erroneamente utilizzati, ma si tratta in realtà di varietà indipendenti e non correlate.